# Milan Jenšík
Milan Jenšík (ur. 1975) – czeski kulturysta oraz zawodnik mieszanych sztuk walki (MMA).

## Życiorys
Urodzony w roku 1975. Jako młodzieniec, do siedemnastego roku życia mierzył około 180 cm wzrostu; później zaczął znacząco rosnąć i finalnie osiągnął wzrost 199 cm. Nadano mu pseudonim „Godzilla”. W latach dziewięćdziesiątych uprawiał boks tajski.
Jest jednym z najwyższych kulturystów na świecie. Na jesieni 2008 roku w Brnie rozegrano zawody Erasport Cup. Jenšík startował w nich pomiędzy kulturystami powyżej trzydziestego roku życia. Wywalczył brązowy medal. Rok później wziął udział w Grand Prix Ostrawy. W tej samej kategorii zajął drugie miejsce na podium. Uczestniczył w konkursie Ms. & Mr. Universe (2009, 2010) oraz w Mistrzostwach Świata w kulturystyce, organizowanych w Santo Domingo (2016).
W latach 2012−2015 był zawodnikiem mieszanych sztuk walki (MMA). Startował w kategorii wagowej ciężkiej, w debiucie przegrał z Rudolfem Křížem.
Żonaty, ma syna.

## Lista walk w MMA
| Wynik     | Bilans | Przeciwnik (bilans przed walką) | Rozstrzygnięcie                        | Runda | Czas | Rozgrywki                           | Data       | Miejsce  | Uwagi         |
| --------- | ------ | ------------------------------- | -------------------------------------- | ----- | ---- | ----------------------------------- | ---------- | -------- | ------------- |
| Przegrana | 0-3    | Stefan Krajci (1-2)             | Dyskwalifikacja (nielegalne kopnięcie) | 2     | 3:55 | GCF Challenge - Back in the Fight 3 | 14.02.2014 | Przybram | Main Event    |
| Przegrana | 0-2    | Jani István (3-1)               | Poddanie (duszenie zza pleców)         | 1     | 1:52 | MMAA 2 - Vemola vs. Knize           | 10.11.2013 | Praga    | Co-Main Event |
| Przegrana | 0-1    | Rudolf Kříž (4-3-2)             | Decyzja (jednogłośna)                  | 3     | 5:00 | GCF 19 - Back in the Fight 2        | 15.02.2013 | Przybram | Main Event    |

## Warunki fizyczne
- wzrost: 199 cm[4]
- waga (w sezonie zmagań sportowych − kulturystyka): 115−120 kg[4][3]
- waga (w sezonie zmagań sportowych − MMA): 108−110 kg[10]
- waga (poza sezonem zmagań sportowych): ok. 125 kg[4]